# Rupert van Nassau-Sonnenberg
Rupert van Nassau-Sonnenberg (ca. 1340 – 4 september 1390), bijgenaamd ‘de Krijgshaftige’, Duits: Rupert ‘der Kriegerische’ Graf von Nassau-Sonnenberg, was sinds 1355 graaf van Nassau-Sonnenberg, een deel van het graafschap Nassau. Hij stamt uit de Walramse Linie van het Huis Nassau. Hij werd bekend als de laatste dolende ridder door zijn talrijke vetes over de erfenis van zijn vrouw Anna van Nassau-Hadamar, totdat hij in 1384, ter gelegenheid van de stichting van het Catherina-altaar in de kapel in de muurtoren van de Burcht Sonnenberg, plechtig het zwaard voor eeuwig neerlegde.

## Biografie

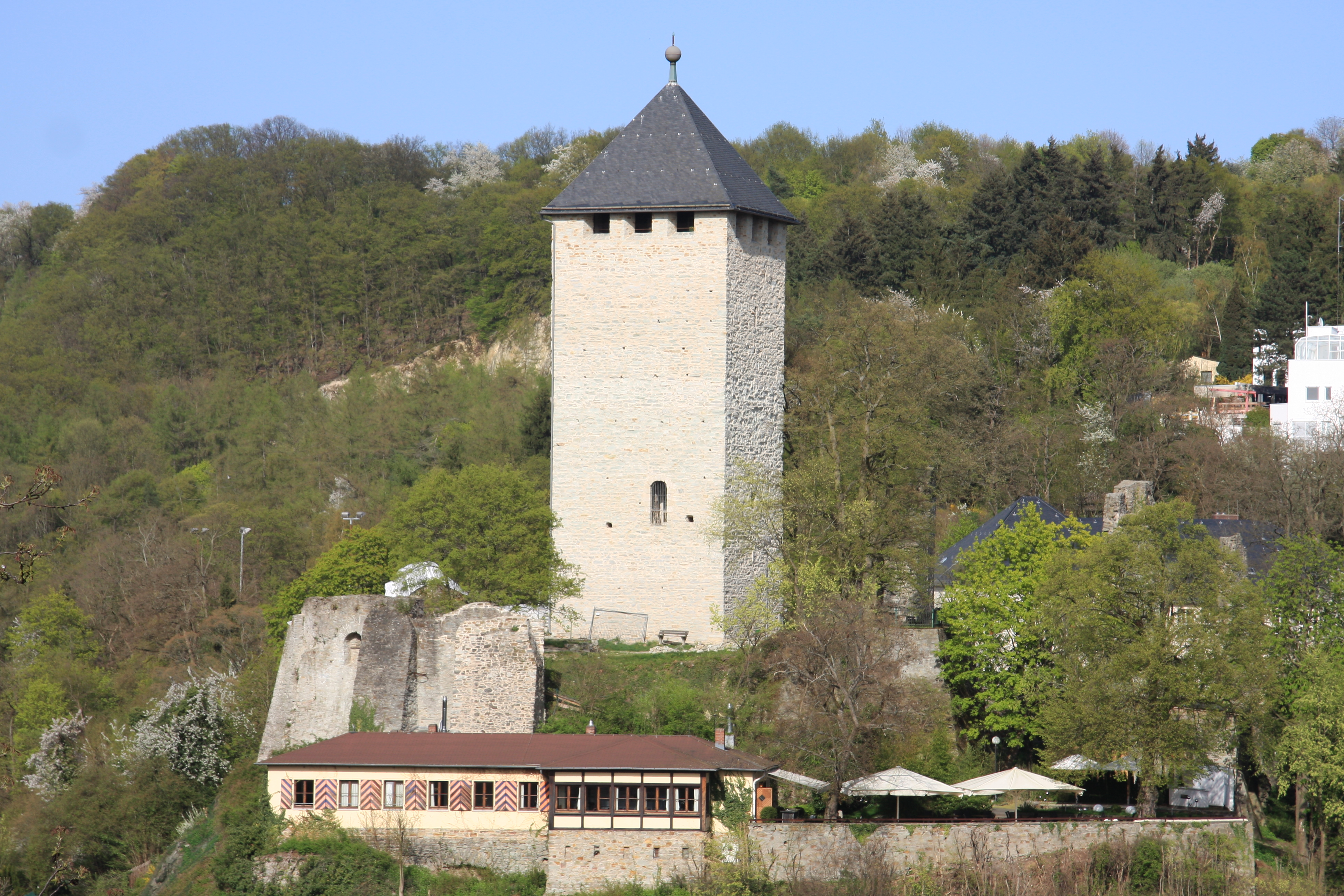
De Burcht Sonnenberg

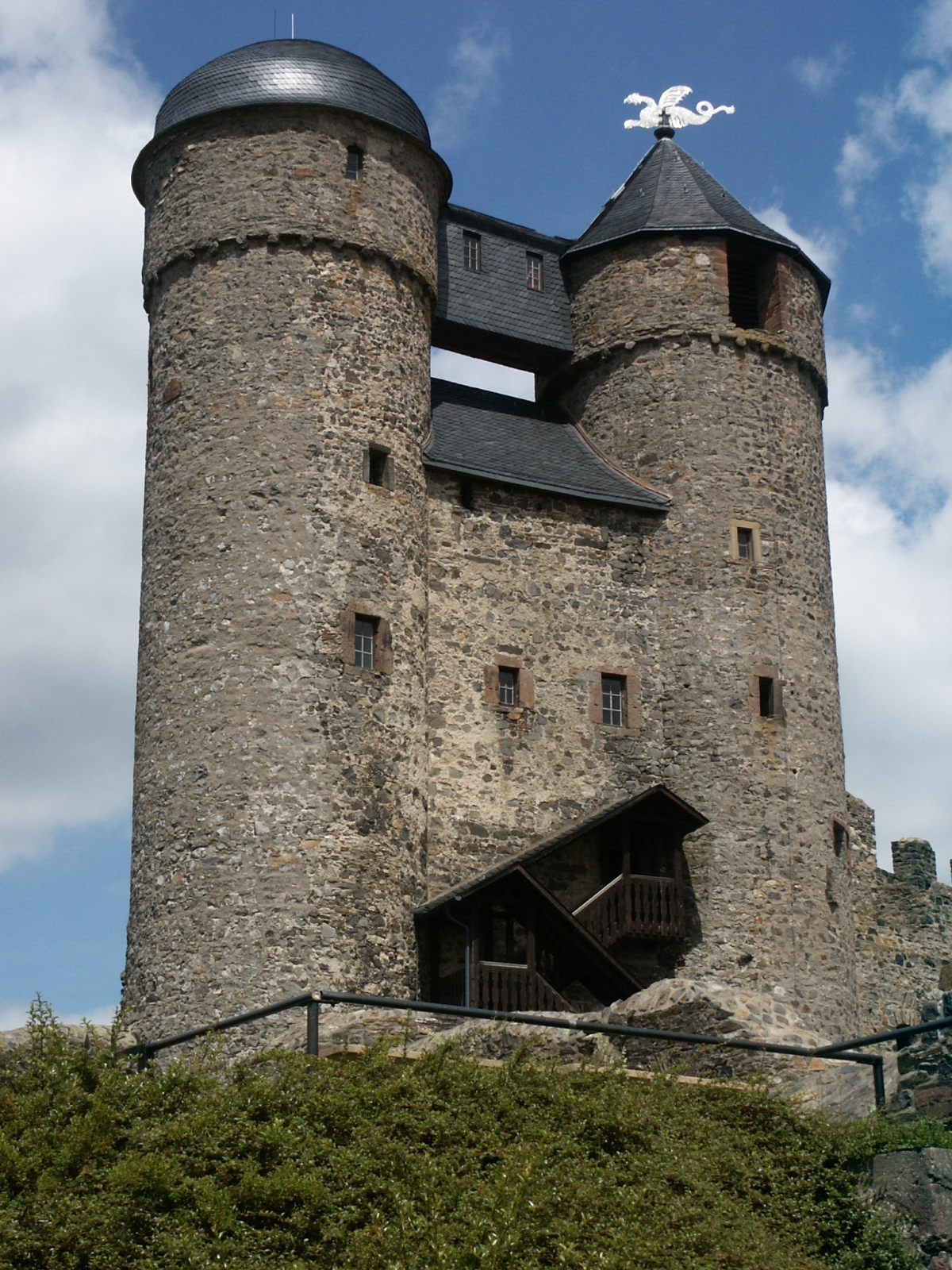
De dubbele toren van Slot Greifenstein

Rupert was de tweede zoon van graaf Gerlach I van Nassau uit diens tweede huwelijk met Irmgard van Hohenlohe, dochter van Kraft II van Hohenlohe en Adelheid van Württemburg. Hij was eerst geestelijke.
In 1344 deed zijn vader afstand ten gunste van de twee oudste zoons uit zijn eerste huwelijk. Deze halfbroers van Rupert, Adolf en Johan gingen in een op 25 november 1355 te Eltville gesloten verdrag over tot een verdeling van hun bezittingen. Rupert en zijn oudere broer Kraft verkregen bij die verdeling de Burcht Sonnenberg en regeerden sindsdien samen als graven van Nassau-Sonnenberg. Kraft overleed op 1 oktober na 1361.
In 1367 droeg Rupert een deel van zijn heerschappij over aan zijn halfbroer Adolf. Tegelijkertijd verpandde deze echter een deel van zijn bezittingen in Wiesbaden aan zijn stiefmoeder Irmgard, Rupert en diens vrouw Anna. De reden voor deze merkwaardige handel is onduidelijk.
In 1369 begon een vete met graaf Johan I van Nassau-Siegen over van Hessen gehouden leengoederen, waar Rupert aanspraak op maakte. Rupert ondersteunde ook de Sternerbund, een vereniging van ridders tegen landgraaf Hendrik II van Hessen.
Rupert werd in 1380 ambtman van de aartsbisschop en keurvorst van Mainz te Amöneburg en in 1381 keizerlijk landvoogd in de Wetterau.

### Strijd om Nassau-Hadamar
Na het overlijden van zijn zwager Hendrik van Nassau-Hadamar (vóór 1369) was diens broer Emico III de wettige opvolger. Emico was echter zwakzinnig en werd daarom als ongeschikt voor de regering beschouwd. Direct na het overlijden van Hendrik begon de Nassau-Hadamarse Successiestrijd. Emico werd door zijn verwanten in Klooster Arnstein ondergebracht, terwijl zij met Hendrik II van Hessen om zijn erfenis streden. Als echtgenoot van Emico’s oudste zuster nam Rupert het regentschap voor Emico op zich. Tegelijkertijd maakte echter ook Johan I van Nassau-Siegen, de senior van de Ottoonse Linie, erfaanspraken op Nassau-Hadamar. Uiterlijk in 1371 kwam het tot een openlijke breuk tussen Rupert en Johan. Tijdens de daaropvolgende veertien jaar bestreden beiden elkaar in jarenlange vetes, die slechts tweemaal (in 1374 en 1382) na door derden bemiddelde kortdurende overeenkomsten onderbroken werden. In de eerste fase van de vete (1372–1374) slaagde Rupert erin de Burcht Sonnenberg onbeschadigd te houden, maar werd de stad Nassau zo zwaar verwoest dat die voor enige tijd opgegeven werd. Tijdens de laatste fase van de vete (1382–1385) werd Slot Greifenstein uitgebreid met de door Rupert en de graaf van Solms-Burgsolms in 1382 gebouwde markante dubbele toren (Nassauer en Bruderturm). Een op 22 juni 1385 door bemiddeling van de Rijnlandse stedenbond tot stand gekomen overeenkomst, die de overeenkomsten van 1374 en 1382 in alle wezenlijke zaken bekrachtigde, hield stand. Rupert en Johan deelden Nassau-Hadamar. De stad Hadamar werd overgedragen aan Anna.
Na deze vete streed hij aan de zijde van de Rijnlandse-Wetterause stedenbond in de Hattsteinischen Krieg tegen de Rijnadel.

Rupert overleed op 4 september 1390 en werd begraven in Kirchheimbolanden.

## Huwelijk
Rupert huwde vóór 8 november 1362 met Anna van Nassau-Hadamar († 21 januari 1404), dochter van graaf Johan van Nassau-Hadamar en Elisabeth van Waldeck. Rupert en Anna bleven kinderloos. Anna ontving in 1365 de Burcht Sonnenberg als weduwengoed. Na haar dood kwam het aan de beide takken van de Walramse Linie die het in gemeenschappelijk bezit hielden. Anna hertrouwde vóór 11 januari 1391 met graaf Diederik VIII van Katzenelnbogen († 17 februari 1402) Diederik en Anna werden begraven in Klooster Eberbach.

## Voorouders
| Voorouders van Rupert ‘de Krijgshaftige’ van Nassau-Sonnenberg | Voorouders van Rupert ‘de Krijgshaftige’ van Nassau-Sonnenberg                                 | Voorouders van Rupert ‘de Krijgshaftige’ van Nassau-Sonnenberg                        | Voorouders van Rupert ‘de Krijgshaftige’ van Nassau-Sonnenberg                       | Voorouders van Rupert ‘de Krijgshaftige’ van Nassau-Sonnenberg                       | Voorouders van Rupert ‘de Krijgshaftige’ van Nassau-Sonnenberg                             | Voorouders van Rupert ‘de Krijgshaftige’ van Nassau-Sonnenberg                             | Voorouders van Rupert ‘de Krijgshaftige’ van Nassau-Sonnenberg                        | Voorouders van Rupert ‘de Krijgshaftige’ van Nassau-Sonnenberg                        |
| -------------------------------------------------------------- | ---------------------------------------------------------------------------------------------- | ------------------------------------------------------------------------------------- | ------------------------------------------------------------------------------------ | ------------------------------------------------------------------------------------ | ------------------------------------------------------------------------------------------ | ------------------------------------------------------------------------------------------ | ------------------------------------------------------------------------------------- | ------------------------------------------------------------------------------------- |
| Betovergrootouders                                             | Hendrik II van Nassau (ca. 1180–1247/50) ⚭ vóór 1215 Machteld van Gelre en Zutphen (?–na 1247) | Diederik II van Katzenelnbogen (?–1245) ⚭ vóór 1219 Hildegunde (?–?)                  | Hendrik I van Isenburg-Cleeberg (?–vóór 1227) ⚭ Irmingard (?–1213/18)                | Hendrik van Blieskastel (?–1237) ⚭ vóór 1225 Agnes van Sayn (?–1259)                 | Godfried van Hohenlohe (?–1254/55) ⚭ Richeza van Bocksberg ? (?–na 1262)                   | Frederik van Truhendingen (?–1274) ⚭1240 Margaretha van Andechs-Merano (?–1271)            | Ulrich I van Württemberg (ca. 1226–1265) ⚭ 1260/64 Agnes van Liegnitz (1243/50–1265)  | Rudolf I van Baden (ca. 1230–1288) ⚭ 1257 Kunigunde van Eberstein (ca. 1230–1290)     |
| Overgrootouders                                                | Walram II van Nassau (ca. 1220–1276) ⚭ vóór 1250 Adelheid van Katzenelnbogen (?–1288)          | Walram II van Nassau (ca. 1220–1276) ⚭ vóór 1250 Adelheid van Katzenelnbogen (?–1288) | Gerlach I van Isenburg-Limburg (?–1289) ⚭ Imagina van Blieskastel (?–vóór 1298)      | Gerlach I van Isenburg-Limburg (?–1289) ⚭ Imagina van Blieskastel (?–vóór 1298)      | Kraft I van Hohenlohe (ca. 1242–1312/13) ⚭ 1280/85 Margaretha van Truhendingen (?–1293/94) | Kraft I van Hohenlohe (ca. 1242–1312/13) ⚭ 1280/85 Margaretha van Truhendingen (?–1293/94) | Eberhard I van Württemberg (1265–1325) ⚭ vóór 1291 Irmagard van Baden (ca. 1270–1320) | Eberhard I van Württemberg (1265–1325) ⚭ vóór 1291 Irmagard van Baden (ca. 1270–1320) |
| Grootouders                                                    | Adolf van Nassau (ca. 1255–1298) ⚭ ca. 1271 Imagina van Isenburg-Limburg (?–na 1317)           | Adolf van Nassau (ca. 1255–1298) ⚭ ca. 1271 Imagina van Isenburg-Limburg (?–na 1317)  | Adolf van Nassau (ca. 1255–1298) ⚭ ca. 1271 Imagina van Isenburg-Limburg (?–na 1317) | Adolf van Nassau (ca. 1255–1298) ⚭ ca. 1271 Imagina van Isenburg-Limburg (?–na 1317) | Kraft II van Hohenlohe (?–1344) ⚭ 1306 Adelheid van Württemburg (1295–1342)                | Kraft II van Hohenlohe (?–1344) ⚭ 1306 Adelheid van Württemburg (1295–1342)                | Kraft II van Hohenlohe (?–1344) ⚭ 1306 Adelheid van Württemburg (1295–1342)           | Kraft II van Hohenlohe (?–1344) ⚭ 1306 Adelheid van Württemburg (1295–1342)           |
| Ouders                                                         | Gerlach I van Nassau (vóór 1288–1361) ⚭ vóór 1337 Irmgard van Hohenlohe (?–1372)               | Gerlach I van Nassau (vóór 1288–1361) ⚭ vóór 1337 Irmgard van Hohenlohe (?–1372)      | Gerlach I van Nassau (vóór 1288–1361) ⚭ vóór 1337 Irmgard van Hohenlohe (?–1372)     | Gerlach I van Nassau (vóór 1288–1361) ⚭ vóór 1337 Irmgard van Hohenlohe (?–1372)     | Gerlach I van Nassau (vóór 1288–1361) ⚭ vóór 1337 Irmgard van Hohenlohe (?–1372)           | Gerlach I van Nassau (vóór 1288–1361) ⚭ vóór 1337 Irmgard van Hohenlohe (?–1372)           | Gerlach I van Nassau (vóór 1288–1361) ⚭ vóór 1337 Irmgard van Hohenlohe (?–1372)      | Gerlach I van Nassau (vóór 1288–1361) ⚭ vóór 1337 Irmgard van Hohenlohe (?–1372)      |